# Лила-ирташ
Лила-ирташ — верховный правитель (суккаль-мах) Элама, правивший около 1700—1698 годов до н. э., из династии Эпартидов. 
Младший брат Кутир-Наххунте I, во время правления которого он был правителем (суккалем) Элама и Симашки. Когда его брат Кутир-Наххунте I после долгого и успешного правления умер, он сменил его на посту верховного правителя (суккаль-маха). Сын Кутир-Наххунте I Темпти-агун оставался на посту наместника Суз и при своём дяде. Лила-ирташ, который, видимо, был уже в преклонном возрасте, правил очень недолго и умер приблизительно в 1698 году до н. э.
| Династия Эпартидов (Суккаль-махи) |                                            |                       |
| Предшественник: Кутир-Наххунте I  | суккаль-мах Элама ок. 1700 — 1698 до н. э. | Преемник: Темпти-агун |